# Попков Олександр Євгенович
Попков Олександр Євгенович (27 грудня 1994) — російський плавець.
Учасник Олімпійських Ігор 2016 року.
Призер Чемпіонату світу з водних видів спорту 2017 року.
Чемпіон світу з плавання на короткій воді 2014, 2016 років.
Чемпіон Європи з плавання на короткій воді 2017, 2019 років, призер 2015 року.